# Hilde Sturm
Hilde Sturm fue una deportista austríaca que compitió en luge. Ganó una medalla de plata en el Campeonato Europeo de Luge de 1951, en la prueba individual.

## Palmarés internacional
| Campeonato Europeo | Campeonato Europeo | Campeonato Europeo | Campeonato Europeo |
| Año                | Lugar              | Medalla            | Prueba             |
| ------------------ | ------------------ | ------------------ | ------------------ |
| 1951               | Igls (Austria)     | Medalla de plata   | Individual         |